# Lisianthius nigrescens
Lisianthius nigrescens är en gentianaväxtart som beskrevs av Adelbert von Chamisso och Schltdl.. Lisianthius nigrescens ingår i släktet Lisianthius och familjen gentianaväxter. Utöver nominatformen finns också underarten L. n. chiapensis.